# Гайдай Сергій Вікторович
Гайдай Сергій Вікторович (*1 червня 1976 року) — український геоеколог, кандидат географічних наук, асистент кафедри географії України географічного факультету Київського національного університету імені Тараса Шевченка.

## Біографія
Народився 1 червня 1976 року в місті Києві. Закінчив у 1998 році географічний факультет Київського університету, у 2002 році аспірант університету. У 1999—2006 роках працював спеціалістом лабораторії інформаційних технологій в географії. З 2007 року асистент кафедри географії України Київського університету. Кандидатська дисертація «Геоекологічна оцінка території 30-кілометрової зони Хмельницької АЕС» захищена у 2006 році.

## Наукові праці
Фахівець у галузі геоекологічної оцінки території, аналізу та оцінки антропогенного впливу на стан геосистем, основ раціонального природокористування, екологічної експертизи та аудиту. Автор 10 наукових праць, 3 винаходів. Основні праці:
1. Геоекологічна оцінка території 30-кілометрової зони Хмельницької АЕС. — К., 2006.
2. Вплив атомних електростанцій на гідрологічні об'єкти. — К., 2001.
3. (англ.) Ecosystems of 30-km zones of Khmelnytsky and Rivne NPP: estimation of migration conditions of the radionuclides and other technical pollutants Equidosimetry (Edited by F. Brechignac and G. Desmet) / L. Malysheva, L. Sorokyna, A. Galagan, S. Gayday, A. Grachev, O. Godyna, S. Demyanenko, S. Karbovskaya, R. Malenkov, A. Noson. Netherlands, 2005.